# Jurgis-Matulaitis-Platz
Der Jurgis-Matulaitis-Platz (lit. Jurgio Matulaičio aikštė) ist ein Platz und eine 40 Meter lange Straße (6 Häuser mit Adressen) in der litauischen Hauptstadt Vilnius, im Stadtteil Viršuliškės, an der wichtigen Stadtstraße Laisvės prospektas. Der Platz ist nach dem römisch-katholischen Geistlichen Jurgis Matulaitis MIC (1871–1927), dem litauischen Seligen und Bischof von Vilnius sowie Ordensgründer benannt.
Am Platz steht katholische Kirche des seligen Jurgis Matulaitis, eine der neuesten Vilniusser Kirchen. Unter Jurgio Matulaičio aikštė sind viele Organisationen im öffentlichen Register eingetragen. Darunter die katholische Jurgis-Matulaitis-Pfarrgemeinde, das Sozialzentrum des Seligen Jurgis Matulaitis, das Zentrum für Familienhilfe, ein Bestattungshaus, eine Rechtsanwaltskanzlei, Verband von Neuankömmlingen des Orts Platiniškės (Platiniškių naujakurių asociacija), einige Vereine (Škoda-Club, „Urkis“-Jägerclub, Tanzstudio "Valso Sūkury" etc.).